# لون مدرج

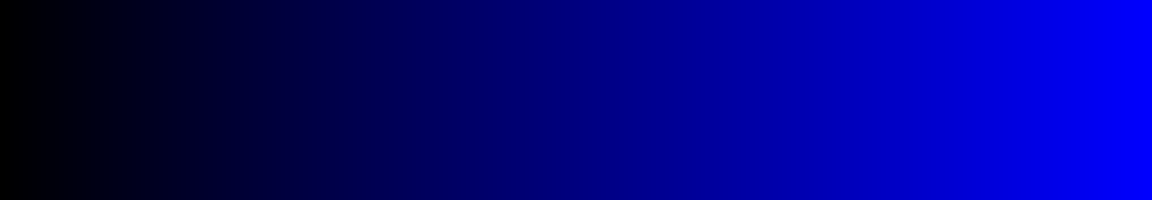
لون مُدَرّج من الأسود إلى الأزرق.

اللون المُدرّج (أو ما يُعرف في الفرنسية بالأومبر) هو لون ينتج عن خلط صبغة لونية مع أخرى تدريجيًا، وعادةً ما يبدأ الظل والمشيج بالألوان الفاتحة وينتهي بالداكنة. يشيع استخدام اللون المُدرّج في تلوين الشعر، والأظافر، وحتى المخبوزات والكعكات. كما يُستخدم أيضًا في منتجات تزيين المنازل وتصاميم الجرافيك.

## في الموضة

### التاريخ
يشيع استخدام اللون المُدرّج في الكثير من الأشياء. فعلى سبيل المثال، اعتاد العاملون بالطباعة على النسيج في بدايات القرن التاسع عشر استخدام قالب طباعة خاص أسموه قالب «القوس قزح» في إنتاج منسوجات بتصميمات تحتوي على ألوان مُدرجة. وفي حوالي عام 1840، شاع استخدام اللون المُدرّج مرة أخرى في المنسوجات والأقمشة، وظل يُستخدم في القرن التاسع عشر. أما في التطريز الآلي، أمكن الحصول على شكل ألوان مُدرّجة عن طريق استخدام خيوط مصبوغة بألوان مُدرجة قبل وضعها في الآلة.

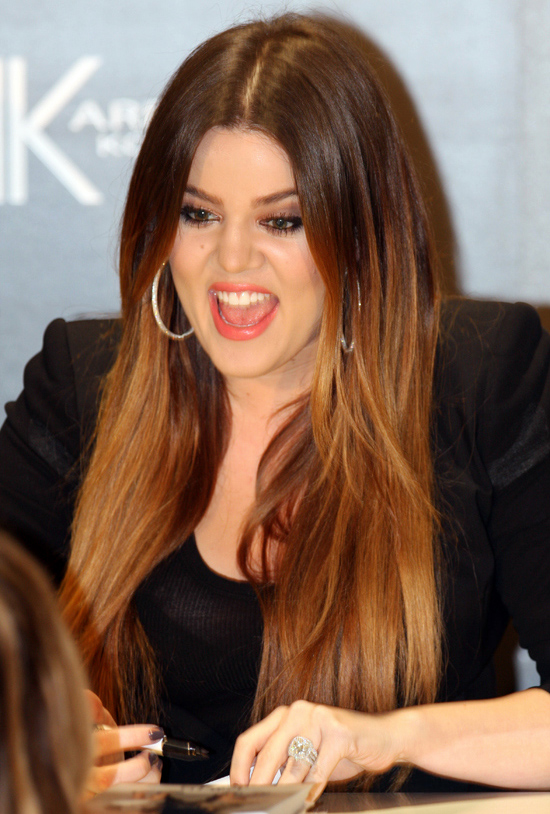
ظهرت كلوي كارداشيان بشعر مصبوغ بألوان مُدرّجة في عام 2011.